# Warsaw Enterprise Institute
Warsaw Enterprise Institute (WEI) – założony w 2014 roku polski konserwatywny think tank propagujący ideę libertarianizmu, tj. wolności gospodarczej, ekonomicznej i osobistej. Fundacja posiada status OPP (organizacja pożytku publicznego). Think tank powstał jako zaplecze merytoryczne dla Związku Przedsiębiorców i Pracodawców.
Fundacja jest partnerem międzynarodowej sieci wolnorynkowych think tanków Atlas Network.
W 2021 roku powstało Wydawnictwo WEI.

## Działalność
Warsaw Enterprise Institute skupia się w swojej działalności na czterech głównych obszarach: państwo i prawo, bezpieczeństwo, gospodarka, demografia.
Fundacja prowadzi badania, analizy, projekty edukacyjne, publikuje komentarze, stanowiska, memoranda oraz raporty.
Warsaw Enterprise Institute przygotowuje rozwiązania zarówno dla instytucji państwowych, jak i niezależnych podmiotów społecznych czy komercyjnych.
WEI jest wyłącznym polskim partnerem światowego raportu o wolności gospodarczej Heritage Foundation i The Wall Street Journal. Prowadzi również szereg innych programów i projektów, takich jak The Warsaw Network (sieć think tanków z byłego obszaru postsowieckiego), Plusy Ujemne (portal, na którym oceniane są istotne zmiany i nowości legislacyjne), Agenda Polska (seria publikacji z zakresu strategii rozwoju Polski, rozwiązań systemowych i punktowej naprawy prawa), Warsaw Coalition Meeting (cykliczne spotkania środowisk wolnościowych w Warszawie), Bilans Otwarcia (oceniający kondycję gospodarczą Polski i dynamikę jej rozwoju na tle innych państw UE i światowych liderów), Wskaźnik Bogactwa Narodów (mierzy strumień korzyści ekonomicznych przypadających na obywatela każdego kraju Unii Europejskiej w ciągu roku), Raport Cwanego Mikołaja (interaktywny projekt, w którym WEI wylicza, ile przeciętny podatnik zapłacił za prezenty od państwa).
Prezesem WEI jest Tomasz Wróblewski. Wiceprezesi to: Sebastian Stodolak i Piotr Palutkiewicz. 
WEI przygotowuje także dwa podcasty: Wolność w Remoncie (cotygodniowy cykl filmów śledzących aktualne trendy i wydarzenia w polskiej, i światowej gospodarce, polityce czy stosunkach międzynarodowych) oraz Okiem Bastiata (Rozmowy Sebastiana Stodolaka o wolności, gospodarce i cywilizacji z ekonomistami, intelektualistami, przedsiębiorcami i artystami).
Od maja 2014 r. WEI jest wydawcą serwisu internetowego zajmującego się głównymi obszarami zainteresowania Instytutu.
Fundacja WEI wraz ze Związkiem Przedsiębiorców i Pracodawców otworzyła w 2018 roku bar Świetlica Wolności w Warszawie.
Raporty lub komentarze WEI były cytowane m.in. w takich mediach, jak Forsal.pl, Serwis Samorządowy PAP, Interia, Rzeczpospolita, Gazeta Prawna.

## Cele Fundacji
Fundacja WEI skupia się na podnoszeniu wiedzy społeczeństwa na tematy takie, jak: bezpieczeństwo, państwo, demografia, prawo czy gospodarka. Istotne jest dla niej także krzewienie zasad wolnego rynku czy prowadzenie oraz inicjowanie debaty publicznej związanej z funkcjonowaniem kluczowych obszarów państwa. Fundacja stara się także upowszechniać zasady etyki i zdrowego rozsądku w działalności gospodarczej.
Warsaw Enterprise Institute wspiera działania na rzecz pogłębiania konkurencyjności gospodarczej, przedsiębiorczości i innowacyjności na obszarze Polski, przyczynia się do tworzenia warunków rozwoju życia gospodarczego.
Działa także na rzecz dobra społeczeństwa polskiego, zwłaszcza w zakresie działalności społecznej, naukowej oraz informacyjnej. Wspiera inicjatywy gospodarcze mające pozytywny wpływ na rozwój życia gospodarczego.

## Działalność wydawnicza
1. Helen Pluckrose, James Lindsay, Cyniczne Teorie, Warszawa 2022
2. Bryan Caplan, Egoistyczne powody, żeby mieć więcej dzieci, Warszawa 2022
3. Peter Turchin, Wojna i pokój, i wojna, Warszawa 2022
4. Cezary Kaźmierczak, Mur Beton, Warszawa 2022
5. Cezary Kaźmierczak, Zmysł wspólny, Warszawa 2018
6. Mariusz Staniszewski, Polska wojna kulturowa, Warszawa 2022
7. William Easterly, Tyrania ekspertów, Warszawa 2021
8. Ryan T. Anderson, Kiedy Harry stał się Sally, Warszawa 2021
9. Andrzej Krajewski, Rzemieślnicy, Badylarze, Cinkciarze, Warszawa 2019
10. Andrzej Krajewski, Dekada Cudów, Warszawa 2021
11. Andrzej Krzysztof Wróblewski, Kolebka polskiej motoryzacji, Warszawa 2021
12. Poczet Przedsiębiorców Polskich, opracowanie zbiorowe, Warszawa 2018